# Tatort: Lenas Tante
Lenas Tante ist ein Fernsehfilm aus der Krimireihe Tatort. Der vom SWR produzierte Beitrag ist die 1223. Tatort-Episode und wurde am 22. Januar 2023 im SRF, im ORF und im Ersten ausgestrahlt. Die Ludwigshafener Ermittlerinnen Lena Odenthal und Johanna Stern ermitteln in ihrem 77. bzw. 18. Fall.

## Handlung
Lena Odenthal hat Besuch von ihrer Tante Niki. Gleichzeitig ermitteln die beiden Kommissarinnen Odenthal und Stern einen mysteriösen Mordfall in einem Altenstift, bei dem zunächst vor allem das Motiv fehlt. Das Opfer, der 96-jährige Fritz Herrweg, wurde mit Insulin sediert, irrtümlich für tot erklärt und starb bei der Einäscherung im Krematorium. Stern findet heraus, dass es sich bei dem Opfer um einen gesuchten NS-Kriegsverbrecher handelt, gegen den Lena Odenthals Tante als Staatsanwältin schon in den 1970er Jahren vergeblich ermittelt hatte. Als wenig später ein zweiter Heimbewohner ermordet wird, gerät Niki Odenthal kurzzeitig in Verdacht, in Selbstjustiz für das Ableben der beiden Senioren verantwortlich zu sein, zumal sie Herrweg kurz vor seinem Tod in der Seniorenresidenz aufgesucht hatte. Am Ende stellt sich heraus, dass Herrwegs Mitbewohner Kahane der Täter ist. Durch den Besuch von Lenas Tante war er auf die beiden ehemaligen Nazi-Verbrecher und ihre unrühmliche Vergangenheit aufmerksam geworden. Aus Rache, weil Kahanes damalige Lebensgefährtin einst von Herrweg im KZ Natzweiler-Struthof ermordet wurde, schritt er zur Tat.

## Hintergrund
Der Film wurde vom 18. Januar 2022 bis zum 21. Februar 2022 gedreht. Die Premiere erfolgte am 4. September 2022 auf dem Festival des deutschen Films in Ludwigshafen am Rhein.

## Rezeption

### Kritiken
Rainer Tittelbach von Tittelbach.tv meinte: Dieser Tatort „könnte sich anfangs auch zur Komödie entwickeln, denn die Titelfigur, eine pensionierte Staatsanwältin, entpuppt sich als ebenso resolut wie übergriffig. Tatsächlich ist die Handlung des Krimis eine ganze Weile lang nicht weiter ungewöhnlich.“ Auch „die Inszenierung […] keine nennenswerten Akzente, aber das Ensemble ist sehenswert, was vor allem für die alten Herrschaften rund um Ursula Werner gilt.“
Bei film-rezensionen.de schrieb Oliver Armknecht: Der Film „kombiniert gleich zwei gesellschaftliche Themen mit einer Mördersuche, ist dabei als Krimi aber besser als so manche andere Teile zuvor. Dabei lebt der Film vor allem auch von einer stark auftretenden Ursula Werner als titelgebende Tante, die Gerechtigkeitssinn und Lebenslust miteinander verbindet.“
Sylvia Staude von der Frankfurter Rundschau wertete: „Dass am Ende des Tatorts trotz allen Mischmaschs, trotz des ein oder anderen kühnen Zufalls die Rechnung ziemlich gut und sogar überraschend aufgeht, mag an der entspannten Regie von Tom Lass liegen, auch an den überwiegend klischeefreien, pfiffigen Dialogen Stefan Dähnerts.“
Bei der Süddeutschen Zeitung urteilte Claudia Tieschky: „Natürlich ist sie die schönste Figur. Niki Odenthal, eine würdevolle, undurchschaubare und sehr trinkfeste Frau, der die großartige Schauspielerin Ursula Werner etwas von einer Mutter Courage des Rechtsstaats gibt, etwas beinah Helene-Weigel-Haftes. Mütterlich, aber alles andere als kuschelig, findet Niki es gar nicht gut, dass die Nichte immer noch in Ludwigshafen sitzt, bei Johanna Stern wittert sie da mehr Ehrgeiz. Es ist wirklich das allererste Mal, dass Lena Odenthal einem ein bisschen leidtut.“ „Die Frische dieses Tatorts jedenfalls ist wirklich überraschend. Und wer weiß, vielleicht ist ja, wenn schon nicht bei Doktor Roters' Patienten, dann doch zumindest beim Sonntagskrimi in Ludwigshafen noch etwas zu machen. Mit etwas Feuer.“
Christian Buß von Der Spiegel meinte: „Man könnte verführt sein, das eine Motiv mit dem anderen zu vergleichen und so den Holocaust zu relativieren, die Fallstricke sind im Stoff eingeschrieben. […] Doch Drehbuchautor Stefan Dähnert […] gerät bei seiner mehrmals Haken schlagenden Geschichte nicht in den Verdacht, unfreiwillig den Holocaust zu relativieren. Seine neue Folge fügt sich in eine Reihe von »Tatort«-Produktionen, in denen zuletzt mit Überlebenden aus der NS-Zeit konfrontative Aufarbeitungsdramen entwickelt worden sind […].“
Für die FAZ urteilte Heike Hupertz: „Dies hätte ein sehr interessanter ‚Tatort‘ werden können. Zu sehen aber ist ein schlechter Film.“ Warum? „Wendungen kommen aus dem Nichts, starke Charaktere wie Dr. Odenthal wirken unplausibel.“ Vieles ist zu „unauffällig ins Bild gesetzt […], mäandert zwischen Wichtigem und Verzichtbarem. [Man] hätte besser daran getan, manchen Holzweg auszulassen.“

### Einschaltquoten
Bei der Erstausstrahlung von Tatort: Lenas Tante am 22. Januar 2023 verfolgten in Deutschland insgesamt 8,99 Millionen Zuschauer die Filmhandlung, was einem Marktanteil von 28,2 Prozent für Das Erste entsprach. In der als Hauptzielgruppe für Fernsehwerbung deklarierten Altersgruppe von 14–49 Jahren erreichte Lenas Tante 2,02 Millionen Zuschauer und damit einen Marktanteil von 25,4 Prozent in dieser Altersgruppe.